# Mała Zełena
Mała Zełena (ukr. Мала Зелена) – wieś na Ukrainie, w obwodzie chmielnickim, w rejonie kamienieckim, w hromadzie Czemerowce. W 2001 liczyła 119 mieszkańców.